# Maria Kristin Yulianti
Maria Kristin Yulianti (ur. 2 czerwca 1985 w Tuban) – indonezyjska badmintonistka, brązowa medalistka olimpijska. 
Największym sukcesem badmintonistki jest brązowy medal podczas igrzysk olimpijskich w Pekinie w grze pojedynczej.